# Hoàng Văn Thái
Hoàng Văn Thái (tên thật là: Hoàng Văn Xiêm, 1 tháng 5 năm 1915 – 2 tháng 7 năm 1986) là Đại tướng Quân đội nhân dân Việt Nam và là một trong những tướng lĩnh có ảnh hưởng quan trọng trong sự hình thành và phát triển của Quân đội nhân dân Việt Nam; người có công lao lớn trong cuộc chiến chống thực dân Pháp và ảnh hưởng lớn trong cuộc chiến chống đế quốc Mĩ của Việt Nam Dân chủ Cộng hòa. Ông là Tổng Tham mưu trưởng đầu tiên của Quân đội nhân dân Việt Nam, góp công trong nhiều chiến dịch quan trọng như Chiến dịch Biên giới thu đông 1950, Trận Điện Biên Phủ (1954), Chiến dịch Tết Mậu Thân (1968), Chiến dịch năm 1972, Chiến dịch Hồ Chí Minh. Ông cũng là nhân vật chính trị cao cấp của Việt Nam, từng giữ chức Thứ trưởng Bộ Quốc phòng Việt Nam, Tư lệnh Quân giải phóng miền Nam, Phó chủ nhiệm Ủy ban Kế hoạch Nhà nước, Đại biểu Quốc hội Việt Nam khóa VII, Ủy viên Ban Chấp hành Trung ương Đảng Cộng sản Việt Nam khóa III, IV, V.
Hoàng Văn Thái từng tham gia xây dựng kế hoạch và trực tiếp chỉ đạo nhiều chiến dịch lớn của Quân đội nhân dân Việt Nam suốt từ khi thành lập vào năm 1944 đến giữa năm 1986. Ông cũng được xem là tác giả của hệ thống ký hiệu tổ chức đơn vị quân đội nhân dân Việt Nam theo ký hiệu bảng chữ cái, và đóng góp nhiều tài liệu nghiên cứu về lịch sử, học thuyết và chiến lược quân sự cho công tác huấn luyện quân đội.

## Thân thế và những hoạt động cách mạng đầu tiên
Hoàng Văn Thái sinh ngày 1 tháng 5 năm 1915 tại thị trấn Tiền Hải, huyện Tiền Hải, tỉnh Thái Bình (nay là xã Tiền Hải), tỉnh Hưng Yên Cha của ông là Hoàng Văn Thuật, từng làm Tổng sư của tổng Đại Hoàng.
Từ nhỏ Hoàng Văn Xiêm được cho là một học sinh chăm chỉ, ham học hỏi. Tốt nghiệp bằng tiểu học Pháp Việt loại ưu, tuy nhiên do hoàn cảnh gia đình khó khăn nên vào năm 13 tuổi, Xiêm đã phải bỏ học đi làm thuê rồi đi làm thợ cắt tóc. Năm 15 tuổi, chứng kiến cuộc nổi dậy của nhân dân Tiền Hải hưởng ứng phong trào Xô Viết Nghệ Tĩnh, ông bắt đầu chịu ảnh hưởng về phong trào Cộng sản.
Năm 18 tuổi, Hoàng Văn Xiêm đi làm phu thợ ở mỏ than Hồng Gai (Quảng Ninh) sau đó làm phu thợ tại mỏ thiếc Tĩnh Túc (Cao Bằng). Tại đây, ông được những người bạn phu mỏ giới thiệu về Chủ nghĩa Cộng sản. Tham gia các hoạt động bãi công và chống lại sự bóc lột của chủ mỏ, ông bị đuổi việc và trở về quê vào năm 1936.
Lúc này, phong trào Mặt trận Nhân dân Phản đế Đông Dương đang phát triển. Vốn có kinh nghiệm tham gia tổ chức đoàn thể của các phu mỏ, ông vận động các thanh niên trong làng thành lập Đoàn Thanh niên Dân chủ, tổ chức các hội ở địa phương như: hội hiếu, hội tương tế, hội đá bóng, hội nhạc âm, hội đọc báo... Một cán bộ cộng sản là Nguyễn Trung Khuyến được cử về để trực tiếp hướng dẫn hoạt động.
Với danh nghĩa mở lớp dạy nhạc âm, ông tập hợp các thanh niên tham gia hoạt động đoàn thể. Chỉ sau vài tháng số học viên trong làng phát triển nhanh. Hội tương tế lên tới 170 hội viên do ông Lương Thúy làm Hội trưởng, Hoàng Văn Xiêm làm Thư ký. Qua các hoạt động đó, ông cùng các bạn bí mật rải truyền đơn, vận động nhân dân chống sưu cao thuế nặng, chống bắt phu bắt lính, đấu tranh đòi quyền tự do dân chủ. Do những hoạt động tích cực của mình, ông được chú ý và được giới thiệu kết nạp vào Đảng Cộng sản Đông Dương tháng 3 năm 1938.
Tháng 4 năm 1938, chính phủ Mặt trận bình dân (Pháp) đổ. Chính quyền thực dân Pháp đàn áp phong trào Mặt trận Dân chủ Đông Dương. Những người hoạt động trong phong trào đều bị truy bắt hoặc phải rút vào hoạt động bí mật, trong đó có cả Hoàng Văn Xiêm. Mãi đến tháng 9 năm 1940, do bị chỉ điểm, ông bị chính quyền thực dân Pháp bắt giải về phủ Kiến Xương giam giữ. Lợi dụng việc bảo lãnh tại ngoại chờ ngày xét xử, ông được tổ chức bố trí bí mật thoát ly khỏi địa phương, rút về hoạt động ở vùng Hiệp Hòa, Lạng Giang (Bắc Giang).

## Xây dựng quân đội thời tiền khởi nghĩa
Vùng Hiệp Hòa - Lạng Giang lúc đó được những người Cộng sản xây dựng thành một vùng căn cứ nằm ngoài tầm kiểm soát của người Pháp. Khi về đây, Hoàng Văn Xiêm được bố trí tham dự lớp huấn luyện quân sự ngắn ngày và được Hoàng Quốc Việt, Trần Đăng Ninh giảng về chính trị. Tháng 3 năm 1941, ông được cử lên Bắc Sơn (Lạng Sơn) để tăng cường cho Đội du kích Bắc Sơn và tới tháng 4 năm 1941, ông được phân công làm chỉ huy một tiểu đội du kích Bắc Sơn.
Ngày 19 tháng 5 năm 1941, Mặt trận Việt Nam độc lập đồng minh, gọi tắt là Việt Minh, được thành lập. Đội du kích Bắc Sơn được đổi tên thành Trung đội Cứu quốc quân thứ nhất. Để tăng cường lực lượng chỉ huy, tháng 9 năm 1941, ông lấy bí danh là Quốc Bình cùng với các ông Hoàng Minh Thảo, Đàm Quang Trung, Vũ Lập được tổ chức cử đi học tại trường Quân sự Liễu Châu, Trung Quốc. Thời gian học tập ở trường, ông cử làm trưởng đoàn học viên Việt Nam tại đây. 

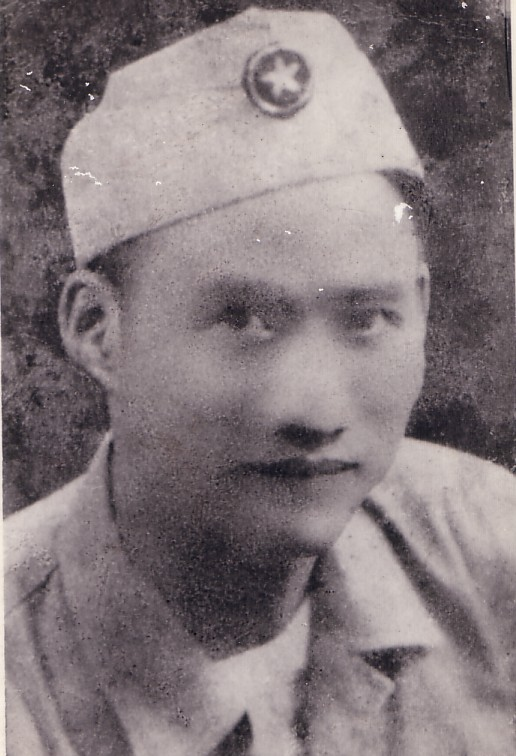
Hoàng Văn Thái năm 1944

Cuối năm 1943, ông đã trực tiếp gặp nhà cách mạng Hồ Chí Minh, bấy giờ mới vừa được Tưởng Giới Thạch trả lại tự do. Cuối tháng 9 năm 1944, Hồ Chí Minh trở về Việt Nam, sau đó một tháng, Hoàng Văn Xiêm cũng về nước với bí danh mới là Hoàng Văn Thái, một cái tên theo ông đến tận cuối đời.
Bấy giờ, các lãnh đạo Việt Minh quyết định thành lập một lực lượng vũ trang được tổ chức chặt chẽ và hiệu quả hơn. Một chỉ thị thành lập đã hình thành đội Việt Nam Tuyên truyền Giải phóng quân, với 34 đội viên là các trung đội trưởng, tiểu đội trưởng hoặc đội viên được chọn lọc từ các đơn vị Cứu quốc quân và các đội du kích đơn lẻ khác của Việt Minh mà Hoàng Văn Thái là một trong số đó. Ông được phân công phụ trách tình báo và kế hoạch tác chiến. Tại buổi lễ thành lập Đội Việt Nam Tuyên truyền Giải phóng quân ngày 22 tháng 12 năm 1944, ông là người cầm lá cờ mà sau này trở thành Quốc kỳ Việt Nam Dân chủ Cộng hòa.

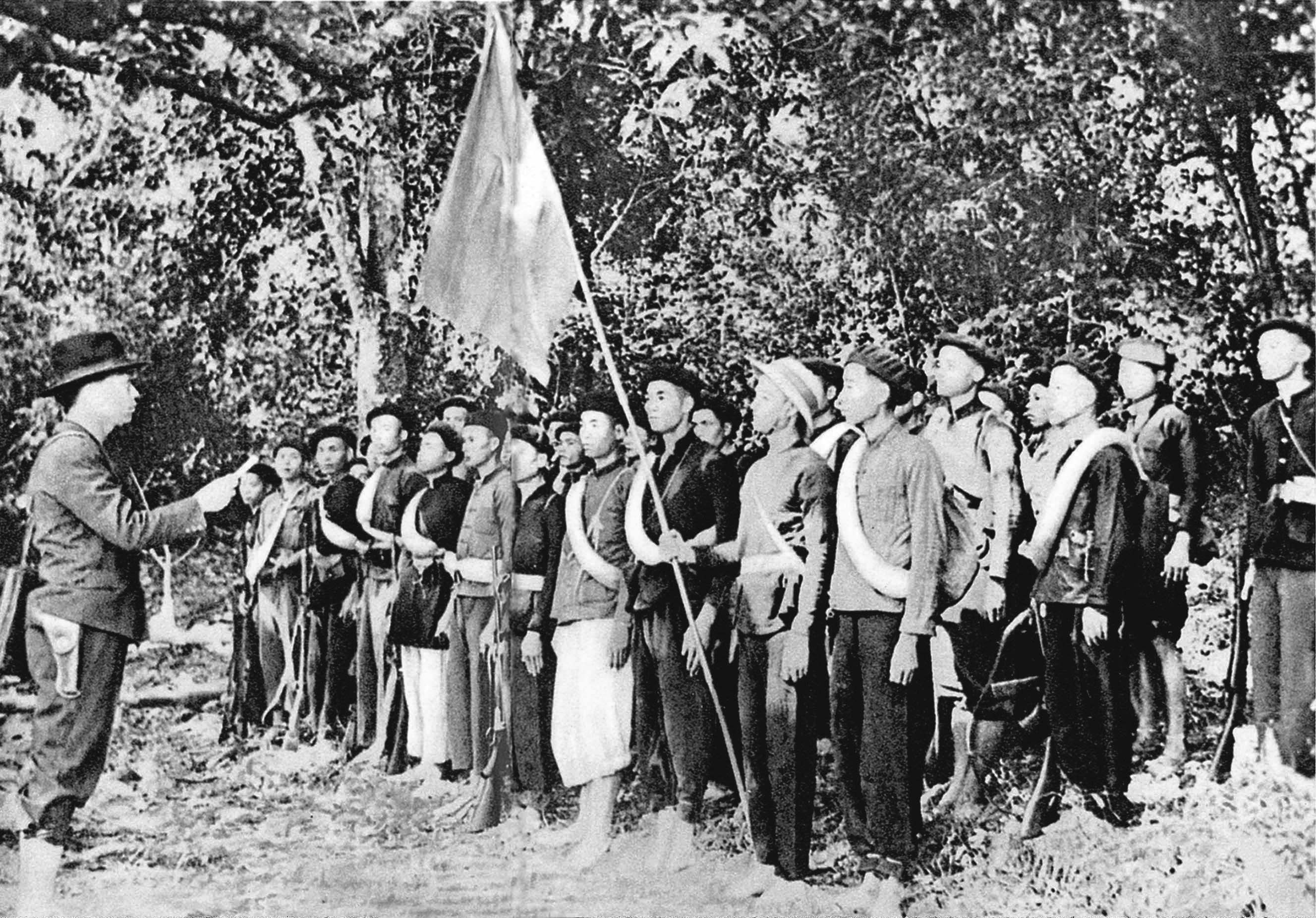
Buổi lễ thành lập đội Việt Nam Tuyên truyền Giải phóng Quân; Võ Nguyên Giáp (bìa trái, đeo súng ngắn), Hoàng Văn Thái (là người đội mũ cối cầm cờ).

Lúc mới thành lập, ông được phân công phụ trách công tác tuyên truyền và binh vận của đội. Trong trận đồn Nà Ngần, ông là người cắm cờ sau chiến thắng.
Sau Trận Phai Khắt, Nà Ngần, uy tín của đội lên cao, tăng thêm nhiều đội viên và phát triển lên hơn 100 người. Ông được giao công tác trinh sát và lập kế hoạch tác chiến chuẩn bị đánh đồn Đồng Mu, châu Bảo Lạc (nay thuộc xã Xuân Trường, huyện Bảo Lạc, Cao Bằng). Tuy nhiên, trước khi trận đánh diễn ra vào ngày 4 tháng 2 năm 1945, ông được phân công cùng một nhóm đội viên tiến về Nậm Ti (nay thuộc xã Phương Tiến, huyện Vị Xuyên, Hà Giang để xây dựng cơ sở.
Tháng 3 năm 1945, ông chỉ huy nhóm đội viên, khi đó đã phát triển lên đến hơn 100 người, tiến về xây dựng cơ sở ở Chợ Đồn (Bắc Kạn). Bấy giờ, Nhật đảo chính Pháp tại Đông Dương, lực lượng Pháp đồn trú tại đây bị tan rã và tìm cách đào thoát sang hướng Trung Quốc. Các cán bộ Việt Minh, với sự giúp đỡ của các đội viên Việt Nam Tuyên truyền Giải phóng quân, đã nhanh chóng xây dựng chính quyền mới, tổ chức huấn luyện quân sự. Sau đó, ông nhận được lệnh của ông Võ Nguyên Giáp bàn giao địa bàn cho các cán bộ Việt Minh địa phương và tiếp tục đưa các đội viên chuyển xuống Chợ Chu (Tuyên Quang), hỗ trợ các cán bộ Việt Minh tổ chức chính quyền mới cấp xã, huyện của, đồng thời huấn luyện quân sự cho lực lượng tự vệ chiến đấu và các cán bộ đoàn thể.
Tháng 4 năm 1945, Hội nghị Quân sự Bắc Kỳ quyết định sáp nhập Việt Nam tuyên truyền giải phóng quân, Cứu quốc quân và các lực lượng vũ trang khác thành Việt Nam Giải phóng quân, đồng thời cho thành lập Trường Quân chính kháng Nhật. Ngày 15 tháng 5 năm 1945, Việt Nam Giải phóng quân ra mắt dân chúng tại Chợ Chu. Đến tháng 6 năm 1945, Trường Quân chính kháng Nhật được thành lập tại Tân Trào, ông được phân công làm hiệu trưởng đầu tiên của trường, phụ trách công tác đào tạo cán bộ quân sự cho lực lượng vũ trang của Việt Nam Giải phóng quân, đặt nền móng hệ thống đào tạo cán bộ quân sự Việt Nam sau này.
Nhận chỉ thị từ Tổng bộ Việt Minh về việc giành chính quyền và mở rộng vùng kiểm soát để chuẩn bị cho Quốc dân Đại hội ở Tân Trào, ngày 13 tháng 8 năm 1945, ông chỉ huy một số đơn vị Giải phóng quân hỗ trợ Việt Minh giành chính quyền tại Lục An Châu, sau đó, ngày 17 tháng 8, tiếp tục chỉ huy Giải phóng quân đánh chiếm các đồn Nhật tại tỉnh lỵ Tuyên Quang, hỗ trợ lực lượng Việt Minh giành chính quyền tại đây.
Ngày 23 tháng 8 năm 1945, Hoàng Văn Thái cùng một số đơn vị Giải phóng quân tiến về Hà Nội, bấy giờ đã nằm trong quyền kiểm soát của Việt Minh. Trong buổi lễ Độc lập ngày 2 tháng 9 năm 1945, Hoàng Văn Thái cùng với các đội viên Giải phóng quân tham gia công tác giữ gìn an ninh cho buổi lễ.

## Từ sauCách mạng tháng Támtới 1954

### Thành lập Bộ Tham mưu
Tuy Hội nghị Quân sự Bắc Kỳ quyết định thành lập Việt Nam Giải phóng quân và quy định thành lập cơ quan tham mưu cho Ủy ban Kháng chiến toàn quốc để chỉ huy lãnh đạo các đơn vị vũ trang của Việt Minh, nhưng do tập trung công tác cướp chính quyền nên cơ quan này chưa kịp tổ chức. Ngày 7 tháng 9 năm 1945, Chủ tịch Chính phủ Lâm thời Hồ Chí Minh ra chỉ thị thành lập Bộ Tham mưu và chỉ định Hoàng Văn Thái làm Tham mưu trưởng, với lời căn dặn: "Chính phủ lâm thời đã quyết định tổ chức Bộ Quốc phòng nay Đoàn thể lập Bộ Tham mưu để chỉ huy, điều hành lực lượng vũ trang trong cả nước. Bộ Tham mưu là cơ quan quân sự cơ mật của đoàn thể, là cơ quan quan trọng của quân đội, có nhiệm vụ: tổ chức, huấn luyện quân đội cho giỏi; tổ chức nắm địch, nắm ta rõ ràng, bày mưu kế khôn khéo; tổ chức chỉ huy thông suốt, bí mật nhanh chóng, kịp thời, chính xác để đánh thắng mọi kẻ thù, bảo vệ cách mạng".. Với chỉ thị này, trên thực tế, Hoàng Văn Thái đã trở thành vị Tổng Tham mưu trưởng đầu tiên của Quân đội nhân dân Việt Nam khi chỉ với 30 tuổi và ngày 7 tháng 9 về sau trở thành ngày truyền thống của Bộ Tổng Tham mưu Quân đội nhân dân Việt Nam.
Tuy là một cán bộ phụ trách công tác trinh sát và tác chiến, nhưng ông chưa có nhiều kinh nghiệm trong lĩnh vực tham mưu quân sự. Biết được băn khoăn đó, Hồ Chí Minh căn dặn rằng "Bây giờ chưa có kinh nghiệm, chưa hiểu biết về công tác tham mưu, có khó khăn đấy, nhưng phải cố gắng vừa làm vừa học, có quyết tâm làm thì khó mấy cũng làm được, thế nào ta cũng xây dựng được một ngành tham mưu vững mạnh, tài cán, xứng đáng với dân tộc Việt Nam mưu trí, sáng tạo và anh hùng bất khuất, để bảo vệ độc lập của Tổ quốc, tự do của dân tộc..."
Để thực hiện nhiệm vụ, ngay chiều 7 tháng 9, Hoàng Văn Thái triệu tập một cuộc họp 8 người, gồm Hoàng Văn Thái, Hoàng Đạo Thúy, Hoàng Minh Đạo, Mai Hữu Thao, Nguyễn Văn Trang, Vũ Văn Thềm, Nghiêm Xuân Hoà, Đỗ Văn Sáng, tại một phòng nhỏ ở Phủ Thống sứ để bàn những việc trước mắt cần làm ngay. Những người tham dự cuộc họp về sau là những hạt nhân nòng cốt để xây dựng Bộ Tham mưu.
Ngay khi các cơ quan Bộ Tham mưu còn chưa tổ chức xong, người Pháp đã nổ súng tái chiếm Nam Bộ vào ngày 23 tháng 9 năm 1945. Hoàng Văn Thái vừa lo việc tổ chức vừa làm công tác tham mưu tác chiến, chỉ đạo cơ quan Bộ Tham mưu tổ chức lực lượng chiến đấu, điều động cán bộ chỉ huy từ miền Bắc vào để kịp thời chi viện cho chiến trường miền Nam. Bên cạnh đó, từ khoảng trung tuần tháng 10 năm 1945, cơ cấu tổ chức cơ quan tham mưu bước đầu được hình thành cùng với sự phân công phân nhiệm trong nội bộ từng bộ phận và mối quan hệ hợp đồng giữa bộ phận này với bộ phận khác. Phòng Tác chiến - Đồ bản do Hoàng Văn Thái, Tham mưu trưởng, trực tiếp làm Trưởng phòng; Phòng Tình báo do Hoàng Minh Đạo làm Trưởng phòng; Phòng Quân lực do Trần Văn Lư làm Trưởng phòng; Phòng Thông tin liên lạc do Hoàng Đạo Thúy làm Trưởng phòng và Văn phòng quản lý hành chính do Nguyễn Văn Trang phụ trách.

### Đảm nhiệm cương vị Tổng tham mưu trưởng
Ngày 2 tháng 3 năm 1946, Chính phủ Liên hiệp Kháng chiến Việt Nam Dân chủ Cộng hòa được thành lập. Cơ quan quản lý quân sự là Bộ Quốc phòng được tổ chức gồm Văn phòng và 10 Cục chuyên môn, do ông Phan Anh giữ chức Bộ trưởng. Cơ quan chỉ huy quân sự là Ủy ban Kháng chiến toàn quốc được đổi tên thành Toàn quốc kháng chiến Ủy viên hội, gọi tắt là Quân ủy hội, do Võ Nguyên Giáp làm Chủ tịch. Hoàng Văn Thái được Quốc hội phê chuẩn chức vụ Tổng Tham mưu trưởng. Bộ Tham mưu được chuyển trực thuộc Quân ủy hội, đổi thành Bộ Tổng Tham mưu, được tổ chức thành các Phòng, gồm Phòng 1 (Nhân sự), Phòng 2 (Tình báo), Phòng 3 (Tác chiến), Phòng 4 (Quân nhu), Phòng 5 (Thông tin) v.v.
Ngày 22 tháng 5 năm 1946, Vệ quốc đoàn được đổi tên thành Quân đội Quốc gia Việt Nam, chính thức trở thành quân đội chính quy, đặt dưới sự chỉ huy tập trung thống nhất của Bộ Tổng tham mưu. Bấy giờ, mặc dù Hiệp định sơ bộ và Tạm ước 14 tháng 9 đều được ký và có hiệu lực, nhưng quân Pháp liên tục gây sức ép để tạo cớ dùng vũ lực để tái chiếm Đông Dương của Pháp. Trên cương vị Tổng Tham mưu trưởng Quân đội Quốc gia Việt Nam, Hoàng Văn Thái chỉ đạo công tác tổ chức thống nhất biên chế quân đội, xây dựng lực lượng vũ trang và bán vũ trang dân quân ở nông thôn và tự vệ ở đô thị, chuẩn bị chiến tranh. Đến cuối năm 1946, có khoảng 1 triệu dân quân tự vệ đã được tổ chức và huấn luyện quân sự, chuẩn bị sẵn sàng khi các biện pháp ngoại giao thất bại.
Ngày 20/11/1946 ông Hoàng Văn Thái, nguyên Tổng Tham mưu trưởng Quân sự Ủy viên Hội, được cử làm Cục trưởng Cục Quân huấn (thay Phan Phác) kiêm chỉ huy Quân đội Tiếp phòng Việt Nam (thay Lê Thiết Hùng). Khi quân Pháp gây hấn ở Hải Phòng, trên cương vị Tổng Tham mưu trưởng, Hoàng Văn Thái đã trực tiếp chỉ đạo mặt trận Hải Phòng từ ngày 20 đến 27 tháng 11 năm 1946. Khi Kháng chiến toàn quốc bùng nổ tại Hà Nội, Hoàng Văn Thái cùng với Tổng chỉ huy Võ Nguyên Giáp là những người phê duyệt kế hoạch tác chiến của Tư lệnh Mặt trận Hà Nội Vương Thừa Vũ, xây dựng thế trận liên hoàn và khu vực tác chiến nhằm kìm giữ, tiêu hao quân Pháp trong thành phố trong thời gian 2 tháng, đủ thời gian ổn định chính quyền và quân đội cho kháng chiến lâu dài.
Sau khi làm người Pháp thất bại trong chiến lược đánh nhanh thắng nhanh, để xây dựng một lực lượng chủ lực mạnh, ngày 26 tháng 8 năm 1947, một đại đoàn chủ lực được thành lập lấy tên là Đại đoàn Độc Lập và Tổng Tham mưu trưởng Hoàng Văn Thái được cử kiêm chức Đại đoàn trưởng. Tuy nhiên, vào ngày 7 tháng 10 năm 1947, người Pháp mở Chiến dịch Léa tấn công lên căn cứ địa Việt Bắc hòng tiêu diệt đầu não kháng chiến. Các đơn vị dự định tập trung để tổ chức đại đoàn phải phân tán trở lại về các mặt trận. Tổng Tham mưu trưởng Hoàng Văn Thái được phân công kiêm Chỉ huy trưởng Mặt trận đường số 3, góp phần không nhỏ cho cuộc phản công thắng lợi trong Chiến dịch Việt Bắc Thu-Đông 1947.
Ngày 20 tháng 1 năm 1948, Hoàng Văn Thái được thụ phong hàm Thiếu tướng, trở thành một trong số những vị tướng đầu tiên của Quân đội nhân dân Việt Nam, bên cạnh Đại tướng Võ Nguyên Giáp, Trung tướng Nguyễn Bình, và các thiếu tướng Lê Thiết Hùng, Nguyễn Sơn, Chu Văn Tấn, Hoàng Sâm, Trần Tử Bình, Văn Tiến Dũng, Lê Hiến Mai, Trần Đại Nghĩa.
Tháng 9 năm 1950, Hoàng Văn Thái kiêm chức Tham mưu trưởng chiến dịch Biên Giới, trực tiếp chỉ huy đánh trận đột phá Đông Khê trên đường số 4, mở cửa biên giới Việt - Trung, mở đầu cho chiến dịch biên giới của Việt Nam Dân chủ Cộng hòa. Từ 28 tháng 5 đến 20 tháng 6 năm 1951, Hoàng Văn Thái tham gia chỉ huy chiến dịch Hà Nam Ninh.

### Tham mưu các chiến dịch trong Chiến tranh Đông Dương

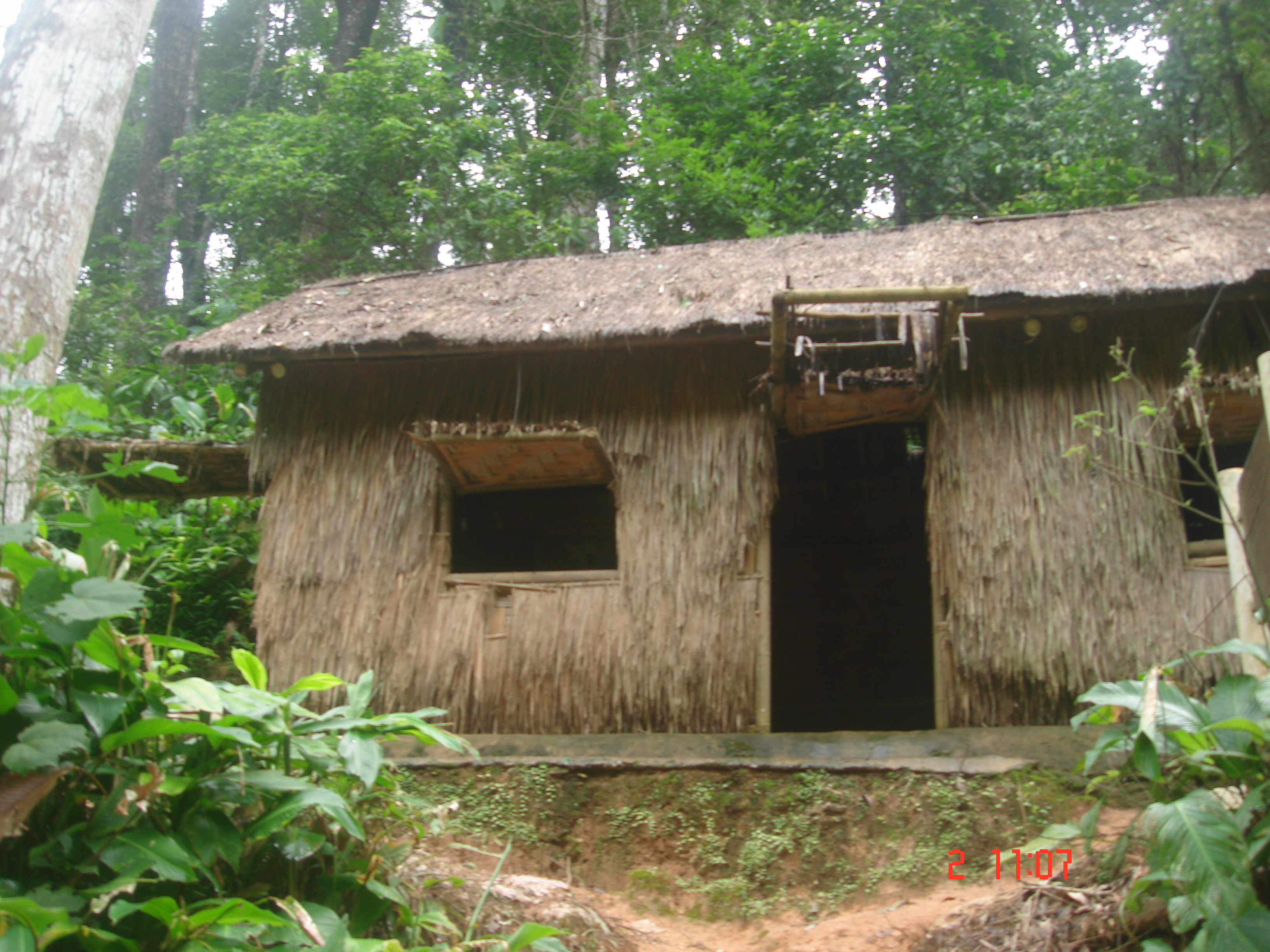
Lán ở và làm việc của Thiếu tướng Hoàng Văn Thái tại chiến dịch Điện Biên Phủ

Các chiến dịch Đại tướng Hoàng Văn Thái đã tham gia với tư cách là Tham mưu trưởng và là Đảng ủy viên chiến dịch của quân đội Việt Nam Dân chủ Cộng hòa (cùng với Đại tướng Võ Nguyên Giáp làm tư lệnh) trong kháng chiến chống Pháp bao gồm:
1. Chiến dịch Việt Bắc (thu đông 1947)
2. Chiến dịch Biên giới (tháng 9 – 10, năm 1950)
3. Chiến dịch Trung Du (tháng 12 năm 1950)
4. Chiến dịch Đông Bắc (năm 1951)
5. Chiến dịch Đồng Bằng (tháng 5 năm 1951)
6. Chiến dịch Hòa Bình (tháng 12 năm 1951)
7. Chiến dịch Tây Bắc (tháng 9 năm 1952)
8. Chiến dịch Thượng Lào (tháng 4 năm 1953)
9. Chiến dịch Điện Biên Phủ (tháng 3 – 5 năm 1954)

### Chiến dịch Điện Biên Phủ
Trong một động thái của chiến lược Đông Xuân 1953 – 1954, Thiếu tướng Văn Tiến Dũng, Đại đoàn trưởng kiêm Chính ủy Đại đoàn 320, bất ngờ được triệu về Việt Bắc giữ chức vụ Tổng Tham mưu trưởng Quân đội nhân dân Việt Nam. Thiếu tướng Hoàng Văn Thái được phân công nhiệm vụ Phó Tổng Tham mưu trưởng. Trên thực tế, ông được bí mật giao kiêm Tham mưu trưởng Chiến dịch Điện Biên Phủ, bấy giờ mang mật danh Trần Đình. Ngày 26 tháng 11 năm 1953, ông dẫn đầu đoàn cán bộ đi trước của Bộ Tư lệnh tiền phương của Bộ Tổng tư lệnh lên đường đi Tây Bắc.
Ngày 30 tháng 11, đoàn đến Nà Sản, ông chủ trương cho đoàn dừng lại một ngày để nghiên cứu tập đoàn cứ điểm mà người Pháp vừa rút bỏ vào tháng 8 dù trận công kích của Quân đội nhân dân Việt Nam đã không đạt mục đích. Chính những nghiên cứu thực địa ban đầu này đã giúp chuẩn bị kinh nghiệm rất nhiều cho các trận đánh sau này. Ngày 6 tháng 12, đoàn đến Chỉ huy sở đầu tiên tại hang Thẩm Púa và bắt tay vào việc nghiên cứu đề ra cách đánh. Sáng ngày 12 tháng 1, đoàn Bộ Tư lệnh chiến dịch của Đại tướng Võ Nguyên Giáp cũng đến nơi.
Như hầu hết các chỉ huy Việt Nam và cố vấn Trung Quốc khi đó, Tham mưu trưởng Hoàng Văn Thái cũng ủng hộ phương châm "đánh nhanh thắng nhanh", dù ông đã băn khoăn: "Làm thế nào để đưa pháo vào trận địa khi ta chủ trương đánh sớm, đánh nhanh mà chưa kịp làm đường cho xe kéo pháo? Làm thế nào để hạn chế tác dụng của máy bay, pháo binh, giảm bớt thương vong khi ta đánh liên tục cả ban ngày?". Tuy nhiên, là một người lính, ông đã ra lệnh cho các đơn vị rút về vị trí tập kết theo đúng chỉ thị của Tổng tư lệnh, một quyết định mà lịch sử đã chứng minh sự đúng đắn của nó.
Thắng lợi của chiến dịch Điện Biên Phủ mang đậm việc tạo thế, tổ chức hậu cần, thay đổi chiến thuật. Sau chiến dịch này, Hiệp định Genève về Đông Dương được ký kết, đặt dấu chấm hết cho sự có mặt của người Pháp ở Việt Nam sau hơn 80 năm.

## Giai đoạn 1954 – 1975

### Tái tổ chức quân đội chính quy
Sau khi quân Pháp đầu hàng tại Điện Biên Phủ, tháng 7 năm 1954, Hoàng Văn Thái được triệu tập về Việt Bắc để đảm nhận chức vụ Tổng Tham mưu trưởng thay cho tướng Văn Tiến Dũng chuyển sang nhận nhiệm vụ Trưởng Đoàn Đại biểu Quân đội nhân dân Việt Nam tham dự Hội nghị Trung Giã. Ông giữ nhiệm vụ này cho đến hết năm 1954, đến khi tướng Văn Tiến Dũng thôi làm Trưởng đoàn Quân đội nhân dân Việt Nam trong Ủy ban liên hiệp đình chiến trung ương và trở lại chức vụ Tổng Tham mưu trưởng.
Sau khi tiếp quản miền Bắc, ông là một trong những người quan trọng nhất quyết định công tác tái tổ chức quân đội chính quy. Ngày 10 tháng 4 năm 1958, ông được bổ nhiệm kiêm chức Chủ nhiệm Tổng cục Quân huấn theo Sắc lệnh 61/SL của Chủ tịch nước Việt Nam Dân chủ Cộng hòa, đảm nhậm việc "...chỉ đạo công tác huấn luyện quân sự đối với cán bộ và chiến sĩ các binh chủng trong toàn quân, chỉ đạo công tác các nhà trường của quân đội và chỉ đạo công tác huấn luyện các lực lượng hậu bị."
Ngày 31 tháng 8 năm 1959, ông được thăng quân hàm Trung tướng (ông thực ra đã được phong vượt cấp Thượng tướng nhưng ông từ chối), trở thành một trong bốn Trung tướng được phong đợt 2. Năm 1960, ông được bầu vào Ban Chấp hành Trung ương Đảng Cộng sản Việt Nam khoá III, được phân công kiêm thêm chức vụ Chủ nhiệm Ủy ban Thể dục thể thao đầu tiên của Chính phủ (tương đương chức vụ Bộ trưởng Bộ Văn hóa, Thể thao và Du lịch hiện nay). Năm 1961, ông được cử đi học ở Học viện quân sự cấp cao Bắc Kinh (Trung Quốc).

### Tăng cường cho mặt trận miền Nam
Tháng 3 năm 1965, quân Mỹ đổ bộ vào Đà Nẵng, đánh dấu sự kiện khởi đầu của chiến lược Chiến tranh cục bộ với sự tham chiến trực tiếp của quân đội Mỹ tại miền Nam Việt Nam. Đánh giá mức độ nghiêm trọng của động thái này, Bộ Tổng Tư lệnh Quân đội nhân dân Việt Nam quyết định cử một trong những cán bộ cao cấp nhất để nắm giữ địa bàn sát cận giới tuyến là Quân khu V. Tháng 8 năm 1966, Trung tướng, Phó Tổng tham mưu trưởng Hoàng Văn Thái được bổ nhiệm làm Tư lệnh kiêm Chính ủy Quân khu V.
Với những kinh nghiệm thu được tại Quân khu V, năm 1967, sau khi Mỹ tăng cường số quân tại miền Nam Việt Nam lên gấp nhiều lần, Trung ương Đảng và Bộ Tổng tư lệnh Việt Nam Dân chủ Cộng hòa quyết định cử ông vào Nam giữ chức Phó Bí thư Trung ương Cục, Phó Bí thư Quân Ủy Miền, kiêm Tư lệnh Quân Giải phóng miền Nam với bí danh Mười Khang.
Trong thời kỳ này, Hoàng Văn Thái là tư lệnh Chiến dịch Lộc Ninh (27/10 – 10/12/1967); Tư lệnh chiến dịch Tây Ninh (17/8 – 28/9/1968). Ông là người chỉ đạo và chỉ huy trực tiếp lực lượng Quân Giải phóng miền Nam trong nhiều chiến dịch quan trọng như sự kiện Tết Mậu Thân, cũng như Chiến dịch Xuân hè 1972, là người chỉ huy chính và trực tiếp tại chiến trường miền Nam trong toàn bộ thời gian quân đội Mỹ tham chiến.

### Đảm nhiệm Thứ trưởng Bộ quốc phòng
Sau khi quân Mỹ rút khỏi Việt Nam, tháng 1 năm 1974, Hoàng Văn Thái được triệu hồi ra Bắc nhận chức vụ Thứ trưởng Bộ Quốc phòng, kiêm Phó Tổng Tham mưu trưởng Thứ nhất, Ủy viên thường vụ Đảng ủy Quân sự Trung ương. Tháng 4 cùng năm, ông được thăng quân hàm Thượng tướng. Năm 1976 ông được giao thêm công việc của một thứ trưởng thường trực là kiêm nhiệm Phó chủ nhiệm Ủy ban kế hoạch nhà nước.
Là một chỉ huy giàu kinh nghiệm trên chiến trường miền Nam, Hoàng Văn Thái từng được phân công vai trò Phó Chủ tịch thứ nhất Hội đồng chi viện, tập trung chỉ đạo chi viện kịp thời cho các chiến trường. Với chức vụ Phó Tổng Tham mưu trưởng Thứ nhất, ông thực tế đảm nhiệm vai trò Tổng Tham mưu trưởng lần thứ 3, thay cho tướng Văn Tiến Dũng bí mật vào Nam để trực tiếp chỉ huy chiến trường.

### Tư lệnh các chiến dịch trong Chiến tranh Việt Nam
Các chiến dịch lớn trong chiến tranh Việt Nam ông đã tham gia với tư cách là Tư lệnh chiến dịch bao gồm:
1. Chiến dịch Lộc Ninh (27 tháng 10 – 10 tháng 12 năm 1967)
2. Sự kiện Tết Mậu Thân (30 – 31 tháng 1 năm 1968)
3. Chiến dịch Tây Ninh (17 tháng 8 – 28 tháng 9 năm 1968)
4. Chiến dịch Xuân hè 1972 (chiến dịch tổng hợp) (năm 1972)

## Sau năm 1975
Sau năm 1975, Hoàng Văn Thái vẫn tiếp tục giữ vai trò Thứ trưởng Bộ Quốc phòng, kiêm Phó Tổng Tham mưu trưởng Thứ nhất, Ủy viên thường vụ Đảng ủy Quân sự Trung ương, Ủy viên Ban Chấp hành Trung ương Đảng Cộng sản Việt Nam. Ông cũng được đề bạt trở thành thành viên Bộ chính trị, nhưng ông từ chối để tập trung vào hoạt động nghiên cứu lịch sử quân sự.
Năm 1980, ông được phong hàm Đại tướng, được phân công công tác chỉ đạo tổng kết chiến tranh, chỉ đạo công tác nhà trường quân đội và công tác tổ chức cán bộ. Giai đoạn này ông đã tập trung nghiên cứu và hoàn thành nhiều tác phẩm tài liệu có giá trị về quá trình xây dựng và phát triển của Quân đội nhân dân Việt Nam.

## Qua đời
Nửa năm trước kỳ Đại hội Đảng Cộng sản Việt Nam VI, một kỳ đại hội được dự đoán sẽ có những thay đổi lớn, một số lời đồn cho rằng Hoàng Văn Thái có nhiều khả năng sẽ được nhận chức Bộ trưởng quốc phòng thay cho tướng Văn Tiến Dũng, và có thể trở thành Chủ tịch Hội đồng An ninh Quốc gia đầu tiên của Việt Nam. Tuy nhiên, vào 5 giờ 7 phút sáng ngày 2 tháng 7 năm 1986, ông đột ngột gặp một cơn đau tim, dù đã được đưa tới Quân y viện 108 nhưng vẫn không kịp cứu chữa, thọ 71 tuổi (chức vụ Chủ tịch Hội đồng An ninh Quốc gia trong thực tế cũng không hề được Đại hội VI lập ra như lời đồn). Sau khi mất, ông được an táng tại Nghĩa trang Mai Dịch, Hà Nội.

## Lịch sử thụ phong quân hàm
| Năm thụ phong | 1948        | 1958        | 1974         | 1980      |
| ------------- | ----------- | ----------- | ------------ | --------- |
| Cấp bậc       | Thiếu tướng | Trung tướng | Thượng tướng | Đại tướng |

## Một số nhận định, đánh giá
Với những cống hiến của mình, Hoàng Văn Thái được các tướng lĩnh đương thời đánh giá cao.
Trong bài báo tựa đề "Đại tướng Hoàng Văn Thái – vị tướng tài năng, đức độ, người học trò ưu tú của Chủ tịch Hồ Chí Minh" của Báo Tạp chí Cộng sản, Nguyễn Huy Hiệu viết ngày 27/4/2015 Tưởng nhớ Đại tướng Hoàng Văn Thái, Cố Thủ tướng Phạm Văn Đồng, đã khẳng định:
| “ | Đại tướng Hoàng Văn Thái là vị tướng trận mạc đã trải qua thực tiễn hai cuộc kháng chiến thần thánh của dân tộc ta chống thực dân Pháp và đế quốc Mỹ xâm lược, đồng chí Hoàng Văn Thái đã trở thành một nhà chỉ huy quân sự xuất sắc; là người tổ chức, chỉ huy đầu tiên của Bộ tổng tham mưu – cơ quan chiến lược của quân đội nhân dân Việt Nam, xứng đáng là "người học trò ưu tú của chủ tịch Hồ Chí Minh | ” |

– Trong bài "Vị tướng đức độ của Quân đội nhân dân Việt Nam" của Báo Thái Bình, Dương Hồng Anh viết ngày 30 tháng 4 năm 2015. "Nói về phẩm chất của Đại tướng Hoàng Văn Thái, cố Tổng Bí thư Nguyễn Văn Linh viết: 
| “ | Ở anh Thái, cái quý nhất là không có chủ nghĩa cá nhân, anh nêu cao tinh thần chí công vô tư, đặt việc nước, việc quân lên trên hết... | ” |

– Trong bài báo tựa đề "Vị tướng tham mưu lỗi lạc" của Báo Thanh Niên online, Ngô Vương Anh viết ngày 9 tháng 2 năm 2014: Sinh thời, Đại tướng Võ Nguyên Giáp đã đánh giá về tướng Hoàng Văn Thái:
| “ | Ông là vị tướng trận mạc, sống nhân hậu, tình nghĩa được Quân đội ta và nhân dân ta mến phục | ” |

– Trong bài báo tựa đề "Đại tướng Hoàng Văn Thái – vị tướng tài năng, đức độ, người học trò ưu tú của Chủ tịch Hồ Chí Minh" của Báo Tạp chí Cộng sản, Nguyễn Huy Hiệu viết ngày 27/4/2015: Cố Tổng Bí thư Nguyễn Văn Linh đã đánh giá:
| “ | Đại tướng Hoàng Văn Thái là một người cán bộ, lãnh đạo ưu tú của Đảng ta, người học trò ưu tú của chủ tịch Hồ Chí Minh có đức độ và tài năng'. | ” |

– Trong bài báo tựa đề "Đại tướng Hoàng Văn Thái với cách mạng Việt Nam" của Báo Thái Bình, Nguyễn Văn Quang viết ngày 26 tháng 4 năm 2015: "Đại tướng Võ Nguyên Giáp sau này đã nói:
| “ | Anh Thái là vị tổng tham mưu trưởng đầu tiên của quân đội ta đồng thời đã đảm nhiệm chức vụ tổng tham mưu trưởng trong ban chỉ huy các chiến dịch lớn: từ chiến dịch Biên giới cho đến chiến dịch Điện Biên Phủ. Có thể nói anh đã làm công tác tham mưu suốt cả cuộc đời. | ” |

– Trong bài "Vẫn nguyên vẹn người lính thời binh lửa" của Diễn Đoàn Doanh nghiệp, Thượng tướng, Giáo sư Hoàng Minh Thảo trích phỏng vấn về Xếp hạng tướng lĩnh Việt Nam hiện đại :
| “ | Tất nhiên đầu tiên là Đại tướng Võ Nguyên Giáp. Thứ hai là tướng Lê Trọng Tấn. Thứ ba là tướng Hoàng Văn Thái và thứ tư là tướng Nguyễn Hữu An. | ” |

– Trong bài báo tựa đề "Vị tướng tham mưu lỗi lạc" của Báo Thanh Niên online, Ngô Vương Anh viết ngày 9 tháng 2 năm 2014: Từ thời còn ở Chiến khu Việt Bắc, một số Chiến sĩ "Việt Nam mới" (những sĩ quan người Nhật ở lại Việt Nam theo Việt Minh kháng chiến chống Pháp) trong Bộ Tổng tham mưu đã nhận xét về tướng Hoàng Văn Thái:
| “ | Có được một cấp chỉ huy hiểu thấu lòng người như vậy thì nhân tài nào mà không thu phục được. | ” |

## Khen thưởng và vinh danh
Đại tướng Hoàng Văn Thái được nhà nước Việt Nam và một số nước xã hội chủ nghĩa khác trao tặng nhiều huân, huy chương:

### Huân chương, huy chương Việt Nam
Huân chương Sao Vàng (truy tặng năm 2007).
 Huân chương Hồ Chí Minh.
 Huân chương Quân công hạng Nhất, Ba.
 Huân chương Chiến thắng hạng Nhất.
 Huân chương Kháng chiến hạng Nhất.
 Huân chương Chiến sĩ giải phóng hạng Nhất, Nhì, Ba.
 Huân chương Chiến sĩ vẻ vang hạng Nhất, Nhì, Ba.
 Huy chương Quân kỳ quyết thắng.

### Huy hiệu Việt Nam
- Huy hiệu Chiến sĩ Điện Biên
- Huy hiệu Toàn thắng 1975
- Huy hiệu Chiến dịch Hồ Chí Minh

### Huân, huy chương nước ngoài
Huân chương cờ đỏ 
 Huy chương "Tăng cường hợp tác quân sự"
 Huy chương kỷ niệm 40 năm chiến thắng Vệ quốc vĩ đại 1945 – 1985
 Huy chương chiến sĩ chống Phát xít – Tiệp Khắc
 Huy chương "Tăng cường hợp tác quân sự" – Ba Lan
 Huy chương tự do Lào
 Huy chương kỷ niệm "60 năm chiến thành lập Quân đội nhân dân Mông Cổ"

### Tên đường

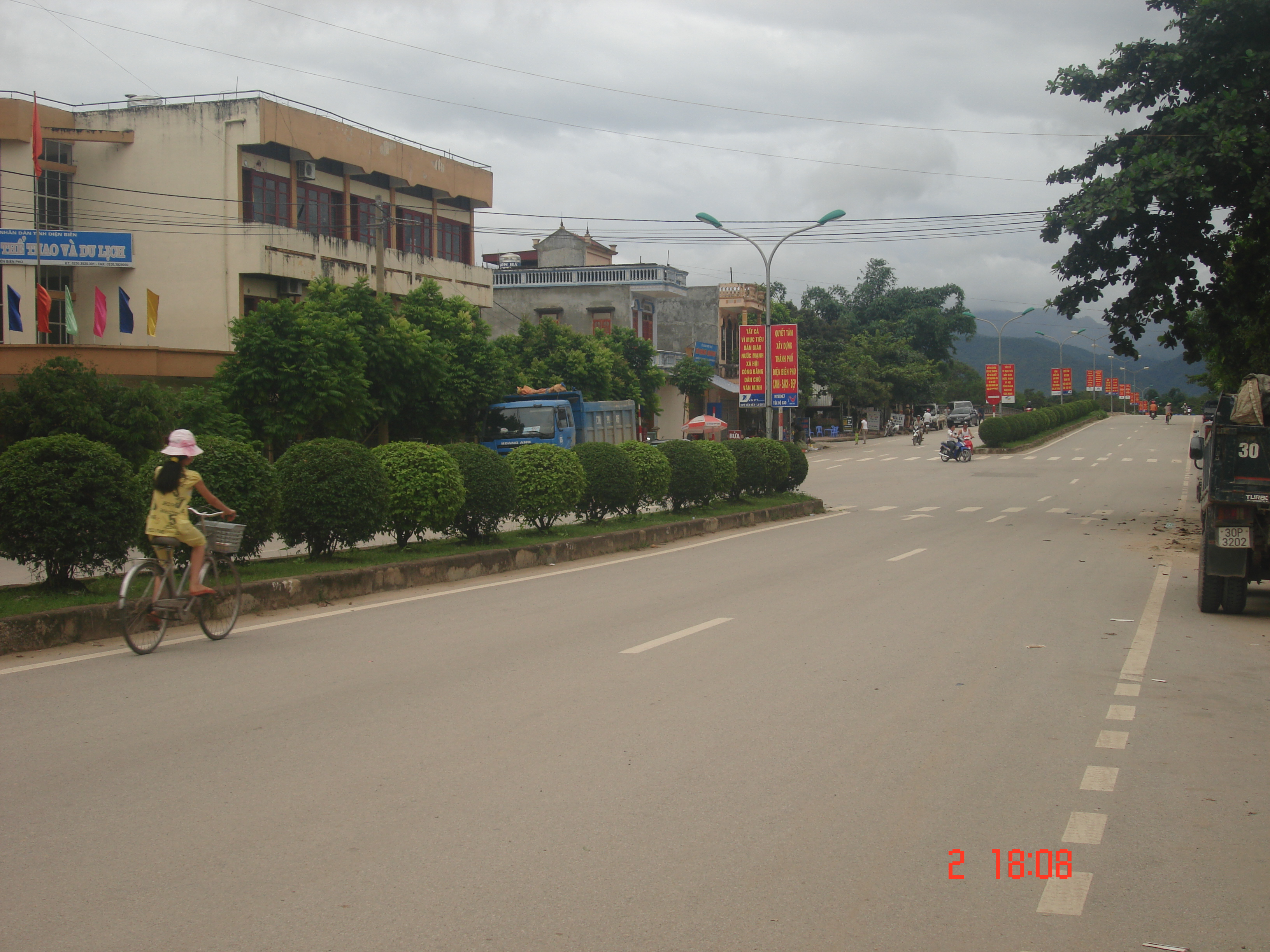
Đường Hoàng Văn Thái tại thành phố Điện Biên Phủ, tỉnh Điện Biên

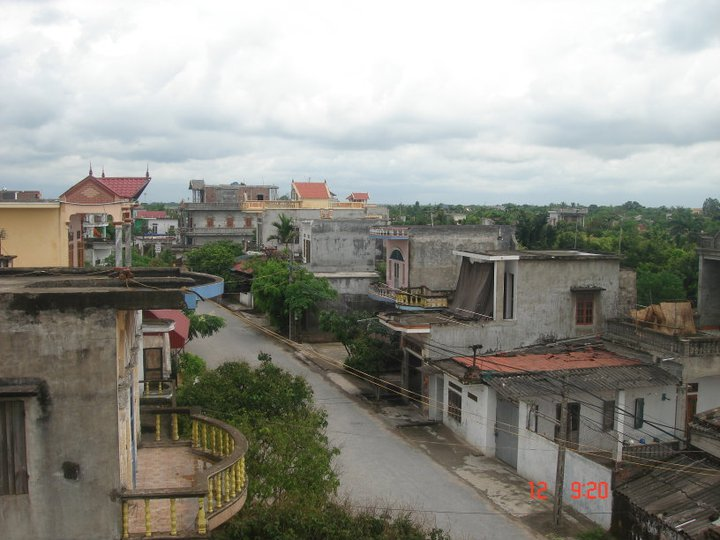
Đường Hoàng Văn Thái tại xã Tây An, huyện Tiền Hải, tỉnh Thái Bình

Tên ông được đặt tên cho nhiều tuyến đường tại các thành phố, thị xã, thị trấn: Đà Nẵng, Hà nội, Đồng hới, Quy Nhơn,Điện Biên Phủ, Huyện Tiền hải, Buôn ma thuột, Pleiku...

### Nhà tưởng niệm, trường học
- Ngày 21 tháng 12 năm 2010, tại xã Tây An, huyện Tiền Hải, tỉnh Thái Bình, Ủy ban nhân dân huyện Tiền Hải cùng gia đình Đại tướng Hoàng Văn Thái đã tổ chức lễ tưởng niệm và khởi công xây dựng công trình cấp nhà nước "Khu tưởng niệm Đại tướng Hoàng Văn Thái" và tới năm 2012 khánh thành trên con đường Hoàng Văn Thái của xã. Công trình được xây dựng trên diện tích 2.055,4 m2, tổng kinh phí là hơn 6 tỷ đồng. Quy mô xây dựng gồm các hạng mục nhà tưởng niệm chính, nhà truyền thống, nhà khách và các hạng mục khác, là nơi trưng bày hình ảnh cố Đại tướng, gia đình và quê hương.[30]
- Tên ông được đặt cho một trường trung học phổ thông tại Tiền Hải, Thái Bình.

## Đời tư
Thân phụ của Đại tướng Hoàng Văn Thái là cụ Hoàng Văn Thuật (1883 – 13 tháng 5 năm 1945), là một thầy giáo dạy chữ Nho, từng làm Tổng sư của tổng Đại Hoàng, qua đời trong Nạn đói năm Ất Dậu 1945 ở Thái Bình. Thân mẫu là cụ bà Nguyễn Thị Nội (1883 – 20 tháng 2 năm 1964).
Gia đình ông có 8 anh em: Hoàng Văn Cầu (đã hy sinh), Hoàng Văn Thúy (1915 – 1955) (do bị cơ quan tình nghi là Việt Nam Quốc Dân Đảng nên ông đã tự tử), Hoàng Văn Xiêm (1917 – 1986), Hoàng Văn Thiệm (1920 – 1995), Hoàng Văn Chiểu (1924 – 2014), Hoàng Thị Hợi (1923 – 2017), Hoàng Thị Dần (1926 – 2008), Hoàng Sĩ Lưu (1930 – 1986).

### Vợ và các con
- Người vợ đầu tiên của Đại tướng Hoàng Văn Thái là bà Lương Thanh Bình, người xã Tây An, huyện Tiền Hải, tỉnh Thái Bình, cùng tham gia hoạt động cách mạng với ông tại địa phương từ năm 1939. Ông bà kết hôn vào năm 1939. Giữa năm 1940, ông bị Pháp bắt giữ nhưng nhờ sự giúp đỡ của bà Bình mới trốn thoát được,[32] phải thay tên đổi họ, chuyển lên Bắc Giang hoạt động. Ông bà thất lạc nhau mãi đến đầu năm 1946 mới tìm được thông tin. Về sau, bà Bình làm cán bộ Ban Tổ chức Trung ương Đảng Cộng sản Việt Nam. Ông bà có với nhau 2 người con:

1. Hoàng Minh Diệp (1940), con gái, Thượng tá Quân đội nhân dân Việt Nam
2. Hoàng Quốc An (1964), con trai, Thượng tá Quân đội nhân dân Việt Nam

Đại tướng Hoàng Văn Thái và vợ, Trung tá Đàm Thị Loan

- Người vợ thứ hai của ông là bà Đàm Thị Loan, Trung tá Quân đội nhân dân Việt Nam. Bà là người dân tộc Tày, một trong ba nữ chiến sĩ đầu tiên của Đội Việt Nam Tuyên truyền Giải phóng quân lúc mới thành lập và cũng là một trong hai người kéo cờ trong Lễ Độc lập tổ chức tại Quảng trường Ba Đình ngày 2 tháng 9 năm 1945. Ông bà lấy nhau vào ngày 15 tháng 9 năm 1945 và sinh được 6 người con:

1. Hoàng Quốc Trinh (1946), con trai, Trung tá Quân đội nhân dân Việt Nam, cựu giám đốc Công ty Chuyển giao Công nghệ Quốc gia.
2. Hoàng Minh Tuyết (1947), con gái, nguyên giám đốc viện vắc xin, Viện Pasteur.
3. Hoàng Minh Nguyệt (1949), con gái
4. Hoàng Minh Châu (1951), con gái, Đại tá Quân đội nhân dân Việt Nam, Phó Giáo sư, Tiến sĩ, Thầy thuốc nhân dân, cựu bí thư Đảng uỷ, phó giám đốc Bệnh viện Trung ương Quân đội 108, một trong những bác sĩ hàng đầu ngành tim mạch của Việt Nam.
5. Hoàng Quốc Hùng (1953), con trai, Đại tá Quân đội nhân dân Việt Nam, cựu Tổng Giám đốc Công ty xuất nhập khẩu tổng hợp Vạn Xuân, Bộ Quốc phòng.
6. Hoàng Minh Phượng (1954), con gái, Đại úy, Dược sĩ Quân đội nhân dân Việt Nam, cựu Tổng giám đốc Công ty dược Sandoz – Thụy Sĩ tại Việt Nam.

### Công tác và năng khiếu khác
Đại tướng Hoàng Văn Thái từng giữ chức vụ Chủ nhiệm Ủy ban Thể dục Thể thao đầu tiên của Việt Nam từ năm 1960 đến 1965.
Ông còn là một người yêu âm nhạc và là một nhạc công, có tài kéo nhị từ nhỏ. Thời trẻ, ông từng thổi kèn trong ban nhạc lễ và cũng từng sáng tác một số nhạc phẩm tân nhạc mà điển hình là bài hát "Phất cờ nam tiến" sáng tác năm 1944, đêm trước buổi lễ thành lập Đội Việt Nam tuyên truyền giải phóng quân.
Ông thành thạo tiếng Trung, tiếng dân tộc Tày, Nùng và một chút tiếng Pháp, tiếng Nga, tiếng Anh.

## Tác phẩm
Đại tướng Hoàng Văn Thái tham gia viết và biên tập nhiều tác phẩm, bài viết, tài liệu tổng kết, nghiên cứu về lịch sử và học thuyết quân sự Việt Nam.
- Mấy vấn đề về chỉ huy và tham mưu (1983)
- Cuộc tấn công chiến lược Đông Xuân 1953 – 1952 (1985)
- Mấy vấn đề về tổng kết chiến tranh và viết lịch sử (1985)